# Majesty
Majesty (mezi roky 2008 a 2011 také známá jako Metal Force) je heavymetalová kapela z Německa. Jejich hudba a styl jsou silně ovlivněny americkou heavy metalovou kapelou Manowar, britskými Judas Priest a Iron Maiden a německými Accept.

## Historie
Kapela byla založena v roce 1997 Tarekem Magharym a Udem Keppnerem. V roce 2000 kapela vystoupila na různých metalových festivalech a vydala dvě demo nahrávky. Tento úspěch inspiroval Majesty tak, že v roce 2000 vydali první studiové album Keep it True. Na jejich druhém albu s Majesty spolupracoval bývalý kytarista legendární kapely Manowar Ross the Boss. Součástí alba je jeho kytarové sólo.
Majesty se označují za kapelu, která hraje a bojuje za Pravý Metal (což je běžný termín v heavy metalové scéně pro tradiční heavy metal a power metal). Frontman kapely Tarek Maghary také pořádá festival s názvem Keep It True (V překladu Zůstaň věrný). Je pojmenován po písni z alba Keep it True a na festivalu nabízí tradiční heavymetalové kapely, často se zde pořádá reunion nebo vzácněji vystoupení amerických metalových kapel.
Během festivalu Magic Circle 2008 kapela oznámila, že mění jméno z "Majesty" na "Metal Force". Nicméně, v roce 2011 oznámili, že budou pokračovat pod názvem „Majesty“.
V lednu 2013 vydali osmé album Thunder Rider, což je jejich comebackové album, jelikož do roku 2011 vystupovali jako Metalforce. Před Vánoci 2013 vydali album s názvem Banners High, na které navazuje turné s názvem Banners High Tour a na kterém je doprovázely kapely Wisdom a Storm Warrior, v rámci turné vystoupili 16. března 2014 v Praze.

## Členové kapely

### Současní členové
- Tarek Maghary – zpěv, klávesy, kytara (1997–2003)
- Tristan Visser – kytara
- Robin Hadamovsky – kytara
- Alex Voß – basová kytara
- Jan Raddatz – bicí

### Bývalí členové
- Marcus Bielenberg – basová kytara
- Björn Daigger – rytmická kytara
- Christian Münzer – hlavní kytara
- Chris Heun – živá basová kytara
- Udo Keppner – kytara
- Martin Hehn – basová kytara
- Markus Pruszydlo – klávesy
- Andreas Moll – klávesy
- Ingo Zadravc – bicí
- Rolf Munkes – hlavní kytara

## Diskografie
- Keep It True (2000)
- Sword & Sorcery (2002)
- Reign in Glory (2003)
- Metal Law (koncertní album, 2004)
- Hellforces (2006)
- Metalforce (2009)
- Own the Crown (2CD, 2011)
- Thunder Rider (2013)
- Banners High (2013)
- Generation Steel (2015)
- Rebels (2017)

### Videoklipy
- Thunder Rider

### Živá DVD
- Metal Law (2004)
- Shake The Ground  (2012)